# Vadi járás
A Vadi járás (oroszul Вадский район) Oroszország egyik járása a Nyizsnyij Novgorod-i területen. Székhelye Vad.

## Népesség
- 1989-ben 15 365 lakosa volt.
- 2002-ben 16 442 lakosa volt, akik főleg oroszok, mordvinok, csuvasok, ukránok, örmények és ezidek.
- 2010-ben 15 626 lakosa volt, melynek 94,2%-a orosz, 1,4%-a csuvas, 1,1%-a örmény.